# 門松宏明
門松 宏明（かどまつ ひろあき、1975年 - ）は、文筆家／フリー編集者。
2004年の東京大学における菊地成孔、大谷能生によるジャズ講義を通じて、『東京大学のアルバート・アイラー ―東大ジャズ講義録・歴史編』書籍編纂にかかわる。その後文筆家／フリー編集者として活動中。

## 来歴
武蔵野美術大学卒業。

## 書籍
- 12月の感度-Rough Critiques for Wittgenstein- (「予告図書」編集室)※本人による個人誌
- 東京大学のアルバート・アイラー ―東大ジャズ講義録・歴史編（メディア総合研究所、2005年5月）:※「後書き対談」の司会を務める
- 構造構成主義研究1（北大路書房、2007年3月）※執筆
- 大谷能生のフランス革命（以文社、2008年3月)※大谷能生との共著
- 信念対立の克服をどう考えるか：構造構成主義研究2（北大路書房、2008年3月）※執筆
- commmons schola vol.1Ryuichi Sakamoto Selections:J.S.Bach※編集
- commmons schola vol.2Yosuke Yamashita Selections:Jazz※編集
- commmons schola vol.3Ryuichi Sakamoto Selections:Debussy※編集
- commmons schola vol.4Ryuichi Sakamoto Selections:Ravel※編集
- commmons schola vol.5Yukihiro Takahashi & Haruomi Hosono Selections:Drums&Bass※編集
- commmons schola vol.6Ryuichi Sakamoto Selections:The Classical Style※編集
- commmons schola vol.7Ryuichi Sakamoto Selections:Beethoven※編集
- commmons schola vol.8Eiichi Otaki Selections:The Road To Rock※編集
- commmons schola vol.9Jun-ihchi Konuma & Ryuichi Sakamoto Selections:from Satie to Cage※編集
- commmons schola vol.10Ryuichi Sakamoto Selections:Film Music※編集
- commmons schola vol.11Kenichi Tsukada & Ryuichi Sakamoto Selections:Traditional Music In Africa※編集
- commmons schola vol.12Ryuichi Sakamoto Selections:Music of the 20th Century※編集
- commmons schola vol.13Ryuichi Sakamoto Selections:Electronic Music※編集
- commmons schola vol.14Ryuichi Sakamoto Selections:Traditional Music In Japan※編集
- commmons schola vol.15Ryuichi Sakamoto & Dai Fujikura Selections:Music of the 20th Century II※編集

| スタブアイコン | サブスタブ | この項目は、まだ閲覧者の調べものの参照としては役立たない、文人（小説家・詩人・歌人・俳人・作詞家・作家・放送作家・随筆家（コラムニスト）・文芸評論家）に関連した書きかけの項目です。この項目を加筆・訂正などしてくださる協力者を求めています（P:文学/PJ:作家）。 |